# Cẩm cù lộc
Cẩm cù lộc (danh pháp khoa học: Hoya lockii) là một loài cẩm cù Hoya trong Phân họ Thiên lý Asclepiadoideae, họ Trúc đào Apocynaceae được phát hiện và công bố loài mới bởi ThS. Phạm Văn Thế và GS. Leonid Averyanov năm 2012. Loài được đặt tên cùng tên với GS. Phan Kế Lộc để vinh danh những đóng góp của ông đối với khoa học Thực vật Việt Nam. Đây được coi là một loài đặc hữu của Việt Nam với tình trạng bảo tồn được đề nghị xem xét là rất nguy cấp.

## Phát hiện
Trung tâm Bảo tồn Thực vật (CPC) Việt Nam tổ chức đợt khảo sát các cánh rừng còn sót lại dọc tuyến đường Hồ Chí Minh do Hội Địa Lý Hoa Kỳ tài trợ vào năm 2011. Một trong những kết quả của đợt khảo sát đó là đã phát hiện ra một loài Cẩm cù lạ thuộc khu vực tỉnh Thừa Thiên Huế. Thoạt đầu nhóm nghiên cứu quan sát thấy hình dạng rất giống Cẩm cù tên lửa nhưng thực sự khác biệt ở màu sắc hoa trắng ngà và hình dạng corona. Sau khi nghiên cứu kỹ các đặc điểm hình thái, các nhà khoa học đã xác định đây là loài mới cho khoa học chưa được mô tả.

## Mô tả
Cây bụi nhỏ, sống ký sinh trên các cành cây, hốc cây, thân cây cổ thụ trong rừng rậm nguyên sinh mưa mùa nhiệt đới ở độ cao 1000 m so với mực nước biển. Thân thẳng, cao 40 đến 80 cm. Lá mọc đối chữ thập, dài 7 – 13 cm, rộng từ 2,5–5 cm. Cuống lá ngắn 1 cm. Lá hình elíp hoặc hình trứng hẹp, 6-9 cặp gân bên, khi già thường có các đốm màu tím.  
Chùm hoa mang từ 8 đến 25 bông, cuống cụm hoa ngắn khoảng 2 cm. Lá đài màu xanh và rất dài, cuống hoa yếu. Cụm hoa xuất phát từ nách lá, hoặc đầu cành, mang một hoặc nhiều chùm hoa một lúc, cuống ra hoa một lần. Nụ hoa có dạng hình nón, mặt cắt ngang nụ hoa có dạng lục giác. Hoa gồm 5 cánh màu trắng ngà, đầu cánh hoa nhọn, và có lông tơ mịn. Tràng phụ thon, màu trắng đục, 5 thuỳ cân đối, các thuỳ có mũi kéo dài, phần giữa hoa màu nâu nhạt. Khi nở căng thì toàn bộ cánh hoa ngược ra sau, các mép cánh hoa uốn vào phía trong. Cẩm cù lộc ra hoa vào tháng 5, quả tháng 10, quả dài 12–14 cm, hạt có chùm lông ở đuôi. Ho nở vào ban đêm và toả hương thơm mùi sô cô la rất đậm đặc, hoa bền. 

## Phân bố
Thừa Thiên Huế - Việt Nam